# 許惇
許 惇（きょ とん、生年不詳 - 572年）は、中国の東魏・北斉の官僚。字は季良。本貫は高陽郡新城県。

## 経歴
高陽章武二郡太守の許護の子として生まれた。司徒主簿に任じられて、有能で知られ、入鉄主簿と号された。しばらくを経て陽平郡太守に転じ、その統治は天下第一と賞賛された。魏尹、斉州刺史、梁州刺史を歴任し、いずれも善政で知られた。後に入朝して大司農となった。侯景が叛き、王思政が潁川城に入ったため、高岳らが討伐に当たると、許惇は漕運を担当して、討伐軍への補給を絶やさなかった。洧水を引き入れて潁川城を水攻めにしたのは、許惇の進言によるものであった。殿中尚書に転じた。
許惇はヒゲが美しく、下は帯まで垂れていたので、省中では長鬣公と呼ばれていた。文宣帝が酒に酔い、許惇のヒゲを握ってその美をたたえ、刀でヒゲを切り落としたので、1握りをとどめるのみとなった。許惇は恐れて再びヒゲを伸ばすことはなく、このために当時の人はかれを斉鬚公と呼んだ。
武成帝が即位すると、御史中丞を兼ね、膠州刺史となった。まもなく司農卿となり、大理卿に転じ、再び度支尚書となった。太子少保・少師・光禄大夫・開府儀同三司・尚書右僕射・特進を歴任し、万年県子の爵位を受け、下邳郡を食邑とした。
老齢のために致仕し、572年（武平3年）に死去した。

## 子女
- 許文紀（武平末年に度支郎中）
- 許文経（武平末年に殿中侍御史となった。隋の開皇初年に侍御史となり、通直散騎常侍を兼ね、陳使を接待した。相州長史として死去した）

## 伝記資料
- 『北斉書』巻43 列伝第35
- 『北史』巻26 列伝第14